# Protosticta feronia
Protosticta feronia är en trollsländeart som beskrevs av Maurits Anne Lieftinck 1933. Protosticta feronia ingår i släktet Protosticta och familjen Platystictidae. IUCN kategoriserar arten globalt som otillräckligt studerad. Inga underarter finns listade i Catalogue of Life.